# Фернандес, Эдуард
Эдуард Фернандес (исп. Eduard Fernández), он же Эдуард Фернандес-Серрано (исп. Eduard Fernández Serrano; род. 26 августа 1964, Барселона, Испания) — испанский актёр театра и кино. Лауреат премии «Гойя» (2001, 2002).

## Биография
Родился 25 августа 1964 года в Барселоне. Обучался актёрскому искусству в местном театральном институте. Актёрскую карьеру начал с середины 1980-х годов. Играл на разных площадках в родном городе, таких, как кабаре Льянтьоль. Служил в независимых театрах Ла-Купола и Эльс-Хогларс. В театре Льюре трудился под руководством режиссёров Каликсто Биэйто и Луиса Паскаля. Играл, как в классических, так и в современных пьесах.
На экране дебютировал в 1992 году, снявшись в тридцати двух эпизодах телевизионного сериала «Особый». Два года спустя, в 1994 году, получил свою первую роль в художественном фильме «Сувенир». Активно играет в испанском кино с 2000 года. Сыграл в нескольких зарубежных картинах, таких, как «Алатристе» и «Че. — Партизан». В 2009 году в фильме «Три дня с семьёй» снялся вместе с дочерью, для эта роль стала дебютной.

## Фильмография
| Год  | Фильм                                               | Оригинальное название                          | Роль                          | Режиссёр            |
| ---- | --------------------------------------------------- | ---------------------------------------------- | ----------------------------- | ------------------- |
| 2013 | «Все женщины»                                       | Todas las mujeres                              | Начо                          | Мариано Барросо     |
| 2014 | «Марселья»                                          | Marsella                                       | Хесус                         | Белен Масиас        |
| 2014 | «Малыш»                                             | El Niño                                        | Серхио                        | Даниэль Монсон      |
| 2015 | «Вдали от моря»                                     | Lejos del mar                                  | Санти                         | Иманол Урибе        |
| 2015 | «Два мужчины, четыре женщины и депрессивная корова» | Due uomini, quattro donne e una mucca depressa | Эмилио                        | Анна ди Франсиска   |
| 2016 | «1898. Последние на Филиппинах»                     | 1898: Los últimos de Filipinas                 | капитан Энрике де лас Моренас | Сальвадор Кальво    |
| 2016 | «Человек с тысячью лиц»                             | El hombre de las mil caras                     | Франсиско Паэса               | Альберто Родригес   |
| 2016 | «Ночь, в которую моя мать убила моего отца»         | La noche que mi madre mató a mi padre          | Анхель                        | Инес Парис          |
| 2017 | «Идеальные незнакомцы»                              | Perfectos desconocidos                         | Альфонсо                      | Алекс де ла Иглесия |
| 2018 | «Все знают»                                         | Todos lo saben                                 |                               | Асгар Фархади       |

## Награды
Информация предоставлена кинобазой Internet Movie Database:
| Награда         | Год  | Категория                        | Фильм       | Итог   |
| --------------- | ---- | -------------------------------- | ----------- | ------ |
| „Премия «Гойя»“ | 2001 | „Лучший мужской актёрский дебют“ | „Фауст 5.0“ | Победа |
| „Премия «Гойя»“ | 2002 | „Лучшая мужская роль“            | „В городе“  | Победа |